# Autochloris caunus
Autochloris caunus är en fjärilsart som beskrevs av Pieter Cramer 1779. Autochloris caunus ingår i släktet Autochloris och familjen björnspinnare. Inga underarter finns listade i Catalogue of Life.

## Bildgalleri

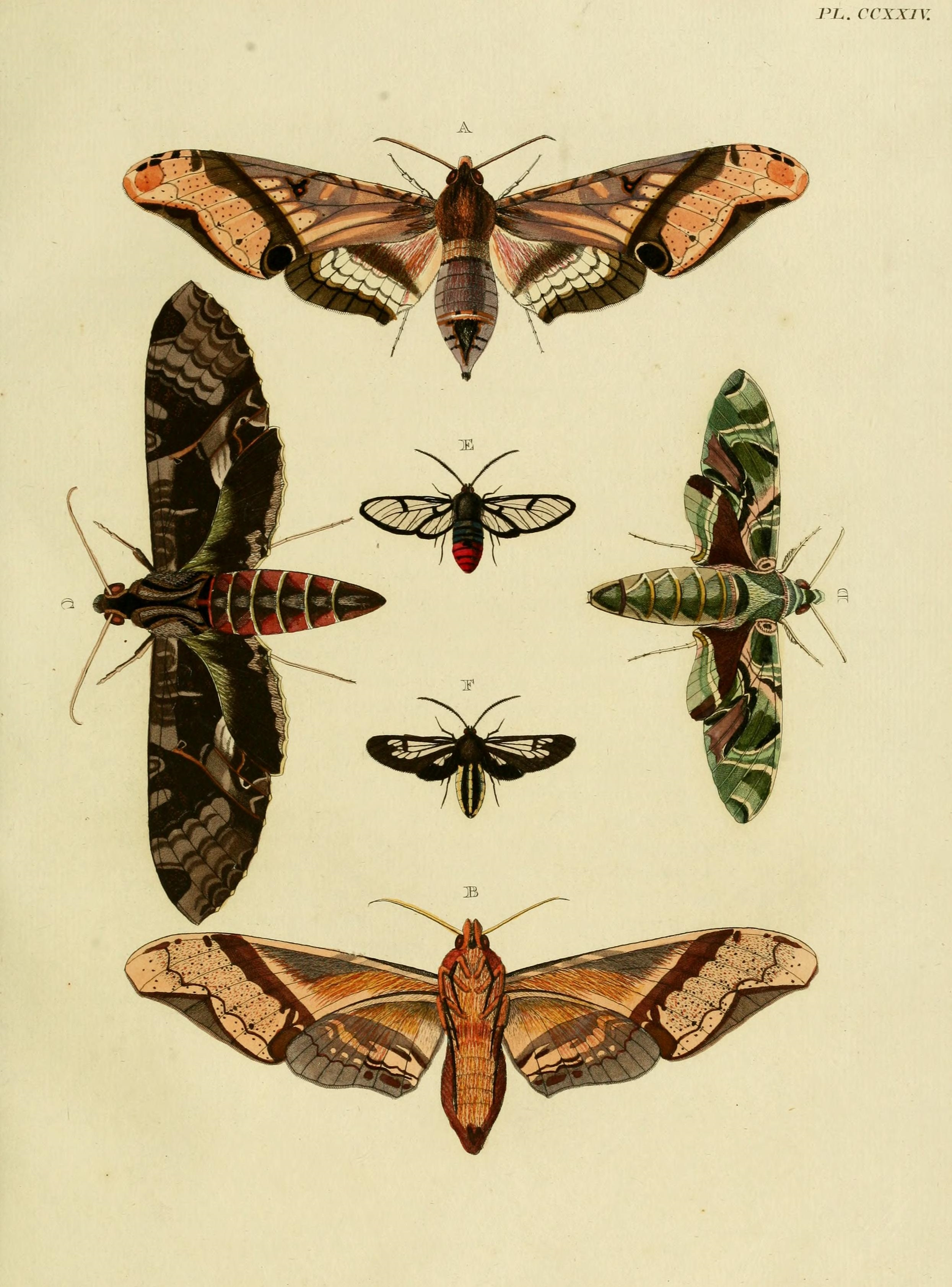